# 川崎寛美
川崎 寛美（かわさき ひろみ、1863年9月20日（文久3年8月8日）- 1926年（大正15年）9月4日）は、明治時代から大正時代の華族（男爵）、実業家、発明家。現在の株式会社KTKの創業者。

## 生涯
薩摩国鹿児島郡塩屋町（現在の鹿児島県鹿児島市甲突町）にて、後に男爵となる薩摩藩士の川崎祐名の長男として生まれる。
1875年、横浜に住んでいた英国人のワッソン女史方に寄留して英語を習得した。16歳の頃に寛美と改名する。19歳で大学予備門の1級生から外務省御用掛となった。この頃激務の余暇に、のちに子爵となる曽根荒助からフランス語を学んだ。22歳でロンドンの日本公使館の会計主任となる。1886年、官制改革で交際官試補となり、1887年にはパリの日本公使館会計主任に転じた。1892年に帰国後、外務翻訳官記録課長となった。1896年、ロシア皇帝のニコライ2世の戴冠式に参列し山県有朋陸軍大将に随行した。帰国後は外務省会計課長に就任した。1897年、官を辞して日本銀行に入り国庫局長となった。台湾の金庫事務検査のため全島を視察した。1903年、京釜鉄道常務理事を命じられ就任。1906年に鉄道国有案が成立し同社が解散するまで就任した。同年に家督を継ぎ男爵を襲爵した。
産業振興の必要性を痛感したため、1908年に金網製造機を開発した。1909年には特許を得て川崎工場を設立し、盛んに自己の発明品を製作・販売した。社名は後に川崎鐵網工場になり、現在は株式会社KTKとなっている。川崎式鉄網コンクリートが代表的な発明品である。墓所は青山霊園。

## 親族
- 妻 藤枝（旧佐賀藩士で司法官僚の園田弘の娘）1876年生
  - 長男 寛名 3代男爵
  - 女子 菊枝（実業家橋本圭三郎長男で、川崎工場主代理の橋本寛一の妻）
  - 女子 小峰
  - 長男養子 寛正（橋本寛一の長男で、寛名跡に男爵を継ぐ）